# Экономическая экспертная группа
Экономическая экспертная группа (ЭЭГ) — независимый аналитический центр, занимающийся проблемами государственных финансов и макроэкономики.

## История
Группа была создана 1997 году экспертами-аналитиками с целью оказания аналитической поддержки организаций Правительства РФ, таких как Министерство финансов, Министерство экономического развития, Центральный банк и Администрация Президента. ЭЭГ также принимает активное участие в парламентских слушаниях Совета Федерации и Думы.

## Руководители
В настоящее время руководителем ЭЭГ является Евсей Гурвич. Ранее руководителем был Аркадий Дворкович.

## Оценки
По оценкам журнала «Итоги» руководители ЭЭГ входили в число ключевых «творцов экономической стратегии правительства» России . Журнал «Профиль» включил ЭЭГ в пятёрку наиболее влиятельных экспертных организаций России.